# Mentuhotep IV
Mentuhotep IV – książę tebański, faraon – władca starożytnego Egiptu z XI dynastii, z okresu Średniego Państwa.
Prawdopodobnie panował w latach 1983–1976 p.n.e. Był prawdopodobnie synem Mentuhotepa III i Imi, jednej z królewskich faworyt, z królewskiego haremu. Według Kanonu Turyńskiego ostatnim władcą XI dynastii był Mentuhotep III. Po jego śmierci Kanon podaje siedem pustych lat bezkrólewia, po których następuje panowanie Amenemhata I i początek XII dynastii. W okresie tym umieszcza się panowanie Mentuhotepa IV, a brak jego imienia na Kanonie tłumaczy się tym, iż był on zapewne uważany przez sobie współczesnych i potomnych za uzurpatora, który wykorzystał okres zamętu w państwie dla przejęcia władzy.
Istnieje niewiele świadectw dotyczących Mentuhotepa IV. M.in. są to inskrypcje w Wadi el-Hudi, na południowy wschód od Asuanu oraz w kamieniołomach Wadi Hammamat, mówiące o wyprawach na te tereny, mających miejsce za czasów panowania Mentuhotepa. Wyprawę do Wadi Hammamat zorganizowano w 2. roku panowania, a jej celem było pozyskanie surowca – monolitycznych bloków granitu do wykuwania sarkofagów – oraz wykopanie nowych studni i wytyczenie nowych szlaków w kierunku Morza Czerwonego. Wyprawą tą dowodził Amenemhat, dowódca armii, wezyr i gubernator Górnego Egiptu, utożsamiany z późniejszym Amenemhatem I, twórcą XII dynastii. Prawdopodobnie to właśnie ów dostojnik, korzystając z niezadowolenia lokalnych książąt, oraz chaosu panującego w państwie odsunął od władzy Mentuhotepa by samemu zasiąść na tronie. Być może przejęcie władzy miało gwałtowny charakter i skończyło się śmiercią Mentuhotepa. Jednakże ciągłość władzy została zachowana poprzez wielu dostojników Mentuhotepa, którzy poparli Amenemhata i wynieśli go do władzy. Zakończeniem okresu chaosu było ostateczne zwycięstwo Amenemhata nad innymi pretendentami do władzy. Źródła egipskie podają dwa imiona. Jednym z nich był Antef, a drugim, pochodzący z Nubii Segerseni.

## Tytulatura
| G5 |

| G5 |

| V30 | N16 · N16 |

| V30 | N16 · N16 |

| V30 | N16 · N16 |

| V30 | N16 · N16 |

| G5 |

| G5 |

| V30 | N16 · N16 |

| V30 | N16 · N16 |

| V30 | N16 · N16 |

| V30 | N16 · N16 |

| G16 |

| G16 |

| V30 | N16 · N16 |

| V30 | N16 · N16 |

| V30 | N16 · N16 |

| V30 | N16 · N16 |

| G16 |

| G16 |

| V30 | N16 · N16 |

| V30 | N16 · N16 |

| V30 | N16 · N16 |

| V30 | N16 · N16 |

| G8 |

| G8 |

| R8A · S12 |

| R8A · S12 |

| R8A · S12 |

| R8A · S12 |

| G8 |

| G8 |

| R8A · S12 |

| R8A · S12 |

| R8A · S12 |

| R8A · S12 |

| M23 · X1 | L2 · X1 |

| M23 · X1 | L2 · X1 |

| N5 · V30 | N16 · N16 |

| N5 · V30 | N16 · N16 |

| N5 · V30 | N16 · N16 |

| N5 · V30 | N16 · N16 |

| M23 · X1 | L2 · X1 |

| M23 · X1 | L2 · X1 |

| N5 · V30 | N16 · N16 |

| N5 · V30 | N16 · N16 |

| N5 · V30 | N16 · N16 |

| N5 · V30 | N16 · N16 |

| G39 | N5 |

| G39 | N5 |

| Y5 · N35 · V13 | G43 | R4 · X1 · Q3 |

| Y5 · N35 · V13 | G43 | R4 · X1 · Q3 |

| Y5 · N35 · V13 | G43 | R4 · X1 · Q3 |

| Y5 · N35 · V13 | G43 | R4 · X1 · Q3 |

| G39 | N5 |

| G39 | N5 |

| Y5 · N35 · V13 | G43 | R4 · X1 · Q3 |

| Y5 · N35 · V13 | G43 | R4 · X1 · Q3 |

| Y5 · N35 · V13 | G43 | R4 · X1 · Q3 |

| Y5 · N35 · V13 | G43 | R4 · X1 · Q3 |